# 夢想程式
《梦想程式》（英語：Dream Coder），新传媒私人有限公司制作的科技题材时装剧，由陈罗密欧、白薇秀、陈泂江领衔主演，并由冯伟衷、姚彣隆联合演出。

## 播出时间

### 首播
| 频道        | 所在地 | 播放日期       | 首播時间                 |
| ----------- | ------ | -------------- | ------------------------ |
| meWatch     | 新加坡 | 2017年2月6日   | 每周一更新5集            |
| 新传媒8频道 | 新加坡 | 2017年2月7日起 | 星期一至五 21:00 - 22:00 |

## 故事概要
BEGAN APPS公司在创办人郑宏毅（陈泂江）和袁精城（唐崧瑞）的带领下，稳定迈入第三年。宅男何建明（冯伟衷）因为解码了宏毅设计的游戏环节，被宏毅发掘，成为BEGAN APPS的软件工程师。建明与方如（黄思恬）水火不容，但经过磨合后，发现了彼此的优点。建明鼓起勇气，开始对对方如展开热烈的追求，可惜方如却似乎对钟镇隆(陈罗密欧)产生了好感。她对镇隆敞开心扉。两人感情增进之际，镇隆的前女友瑞晴（孙欣佩）突然出现。原本是幸福太太的钟雅芸（白薇秀）一夜间一无所有，丈夫在一次投资失利后，带着小三卷款而逃，抛弃雅芸母女，逼得她只好投靠弟弟镇隆。她面对失婚的现实，决心自立，加入BEGAN APPS成了数据分析员。原本即将上轨道的BEGAN APPS公司遭到精城背叛，造成BEGAN APPS前所未有的危机。面对最好的朋友的出卖，宏毅坚韧外壳的外壳终于瓦解。。。

## 演员阵容

### 主要演员
| 演員     | 角色   | 介绍 |
| 陈罗密欧 | 钟镇隆 | 小隆、小隆舅舅、隆妈 BEGAN APPS的项目总监 钟雅芸的弟弟 欧阳凡的小舅 欧阳可可的舅舅 郑宏毅和袁精诚的好朋友 方如的男朋友 何建明的情敌 冯瑞晴的前男友 |
| 白薇秀   | 钟雅芸 | 欧阳太太 BEGAN APPS的数据分析师 欧阳可可的妈妈 钟镇隆的姐姐 徐广达的女朋友 郑宏毅的暗恋对象 欧阳凡的前妻                                           |
| 陈泂江   | 郑宏毅 | Eugan Tay、ET、偶像、帅哥 BEGAN APPS的创始人兼首席技术官 钟镇隆和袁精诚的好朋友 李慧欣的偶像 黄敏仪的男朋友 暗恋钟雅芸 徐广达的情敌                |
| 黄思恬   | 方如   | 方姐 患有脑肿瘤，后康复 BEGAN APPS的前端开发者之一 方天仁和美鹅的女儿 方博的妹妹 钟镇隆的女朋友 何建明的暗恋对象                                   |
| 冯伟衷   | 何建明 | 神龟 BEGAN APPS的前端开发者之一 何秀香的儿子 李慧欣的男朋友 暗恋方如 钟镇隆的情敌                                                                  |
| 姚彣隆   | 徐广达 | Leon Chee BEGAN APPS的项目经理 前销售代表 徐美美的亲戚 徐家辉的干爸 钟雅芸的男朋友 郑宏毅的情敌                                                    |

### 欧阳家
| 演員     | 角色     | 介绍                                                      |
| 宏荣     | 欧阳凡   | 欧阳先生、老板 欧阳可可的父亲 钟雅芸的前夫 钟镇隆的前姐夫 |
| 白薇秀   | 钟雅芸   | 参见主要演员                                              |
| 陈宥蒽   | 欧阳可可 | 欧阳凡和钟雅芸的女儿 钟镇隆的外甥女 徐家辉的同学          |
| 陈罗密欧 | 钟镇隆   | 参见主要演员                                              |

### 徐家
| 演員   | 角色   | 介绍                                       |
| 姚彣隆 | 徐广达 | 参见主要演员                               |
| 施慧玲 | 徐美美 | 残疾病人 徐广达的亲戚 徐家辉的妈妈         |
| 张俊豪 | 徐家辉 | 徐美美的儿子 徐广达的干儿子 欧阳可可的同学 |

### 方家
| 演員   | 角色   | 介绍                                      |
| 李文海 | 方天仁 | 方教授 前医生 美鹅的丈夫 方博和方如的爸爸 |
| 林倩如 | 美鹅   | 前医生 方天仁的妻子 方博和方如的妈妈      |
| 龚庭立 | 方博   | 方医生 医生 方天仁和美鹅的儿子 方如的哥哥 |
| 黄思恬 | 方如   | 参见主要演员                              |

### 何家
| 演員   | 角色   | 介绍                                    |
| 陈丽贞 | 何秀香 | Silky姐 按摩师 何建明的妈妈 Kay的女朋友 |
| 冯伟衷 | 何建明 | 参见主要演员                            |

### 李家
| 演員   | 角色   | 介绍                                                    |
| 陈泰铭 | 李俊亨 | 李总裁 泰安集团的首席执行官 中国工会的总裁 李慧欣的爸爸 |
| 胡佳琪 | 李慧欣 | BEGAN APPS的实习生 李俊亨的女儿 何建明的女朋友          |

### 其他演员
| 演員   | 角色   | 介绍                                                                          |
| 唐崧瑞 | 袁精诚 | Benjee Yuan、大忙人 BEGAN APPS的联合创始人兼首席执行官 郑宏毅和钟镇隆的好朋友 |
| 孙欣佩 | 冯瑞晴 | 钟镇隆的前女友 Max的前妻                                                      |
| 张鈞淯 | Max    | 冯瑞晴的前夫                                                                  |
| 沈志豪 | Kay    | 瑜伽教练 何秀香的男朋友                                                       |
| 沈家玉 | 羽晨   | 李慧欣的好朋友                                                                |
| 卢传瑾 | 黄敏仪 | Regina Wee 郑宏毅的女朋友                                                     |

## 奖项
| 奖项   | 奖项     | 奖项       | 奖项                  | 奖项 |
| 年份   | 颁奖典礼 | 奖项       | 入围者                | 结果 |
| ------ | -------- | ---------- | --------------------- | ---- |
| 2018年 | 红星大奖 | 最佳导演   | 叶佩娟                | 提名 |
| 2018年 | 红星大奖 | 最佳主题曲 | 何维健 《为梦想闪耀》 | 提名 |

## 註明
1. ↑  . Today.   [25 June 2018]. （原始内容存档于2023-04-08）.

## 电视节目的变迁
| 新加坡 新传媒8频道 星期一至五 21：00-22：00 | 新加坡 新传媒8频道 星期一至五 21：00-22：00 | 新加坡 新传媒8频道 星期一至五 21：00-22：00 |
| ------------------------------------------- | ------------------------------------------- | ------------------------------------------- |
|                                             | 梦想程式 （2017.02.07-2017.03.06）          |                                             |
| 回家 （2017.01.10-2017.02.06）              | 法网天后 （2017.03.07-2017.04.17）          |                                             |